# Polizia locale
La polizia locale indica un corpo o servizio di polizia, la cui giurisdizione territoriale è limitata a quello del rispettivo ente da cui dipende il corpo, diversamente disciplinata nei vari Stati del mondo.

## Competenze e funzioni
Generalmente espleta compiti di polizia amministrativa, di pubblica sicurezza, di polizia giudiziaria ma anche del mantenimento dell'ordine pubblico, a seconda delle specifiche attribuzioni dell'ente cui dipende il corpo (comune o città metropolitana o provincia) e dei vari reparti di cui si compone l'organo di polizia locale. I compiti sono globali e di varia natura, e possono essere, ad esempio di:
- pubblica sicurezza;
- polizia urbana, rurale e gestione sicurezza urbana;
- polizia giudiziaria;
- polizia stradale;
- protezione civile, coordinamento delle funzioni di protezione civile demandate ai comuni;
- polizia amministrativa;
- polizia tributaria;
- polizia ambientale;
- polizia edilizia e demaniale;
- polizia commerciale e annonaria;
- polizia venatoria e ittica;
- polizia sanitaria e veterinaria;
- Polizia idraulica e marittima;
- Polizia forestale e agroalimentare.

## Nel mondo

### Brasile
L'articolo 144, comma 8°, della Costituzione brasiliana prevede che ogni comune possa istituire corpi di polizia locale. La Guarda Municipal è subordinata al sindaco.

### Germania
In Germania non vi è una polizia locale, ma i vari stati federati dispongono ciascuno di una forza di polizia statale, detta Landespolizei, che affianca la polizia federale (Bundespolizei).

### Italia
In Italia questi corpi dipendono dagli enti locali della Repubblica, con competenza riferita al territorio dell'Ente dal quale dipende, salvo particolari accordi tra più Enti locali.
La polizia locale in Italia è costituita dai corpi di polizia, che possono essere creati e gestiti da enti locali anche tra loro consorziati, come nel caso dell'unione dei comuni e la polizia delle comunità montane: si tratta di strutture di polizia civili dipendenti dagli enti locali, con competenza generale nel territorio di competenza.
I comuni nei quali il servizio di polizia locale sia espletato da almeno sette addetti possono istituire il Corpo di polizia locale, disciplinando lo stato giuridico del personale con apposito regolamento, in conformità ai principi contenuti nella legge 29 marzo 1983, n. 93.
Negli anni grazie ad interventi normativi dei legislatori,  ha ampliato notevolmente le proprie competenze d'istituto in attività di prevenzione e repressione dei crimini, con particolare attenzione nell'ambito dei reati attinenti stupefacenti, nei reati predatori (furti, rapine, scippi e truffe). La polizia locale è uno degli organi di polizia più attivi nel contrasto del commercio abusivo, dei reati ambientali e dei fenomeni di degrado ed insicurezza che si creano nelle città; elevando negli ultimi anni tale corpo, a tutore della sicurezza pubblica al pari delle forze di Polizia nazionali. Inoltre da dati Asaps (Associazione sostenitori amici polizia stradale), la Polizia Locale si conferma l'organo di polizia stradale che maggiormente espleta tali attività rispetto a tutte le altre forze di polizia ivi compresa la specialità della Polizia di Stato, Polizia Stradale. Infatti secondo i dati esaminati, le Polizie Locali nell'anno 2022 hanno rilevato ben il 66% degli incidenti stradali con feriti verificatesi sul territorio nazionale, il 21,7% l'Arma dei Carabinieri ed il 12,2% la specialità Polizia Stradale. Il rimanente 0,1% di sinistri stradali con lesioni, vengono attribuite ad altre forze di polizia (es. Guardia di Finanza). Tali dati consolidano pertanto il ruolo primario delle Polizie Locali che rileva i due terzi di tutti i sinistri stradali con lesioni in Italia (incidenti con feriti e mortali).
Nel corso degli ultimi anni la Polizia Locale in Italia ha sviluppato particolari competenze e professionalità anche nell'ambito della tutela dei minori e delle donne, svolgendo sempre più spesso attività di Polizia Giudiziaria delegata dalla Procura della Repubblica nei suddetti ambiti. Altro peculiare ambito di operatività della Polizia Locale è rappresentato dalla tutela dell'ambiente, svolgendo attività di indagine e repressione dei reati ambientali.
Per l'Ordinamento Italiano, la Polizia Locale, inoltre, rappresenta il principale organo di Polizia deputato all' esecuzione dei Trattamenti Sanitari Obbligatori (TSO - ASO), svolgendo migliaia di interventi ogni anno a supporto dei servizi sanitari e socio sanitari al fine di assicurare, anche ricorrendo a mezzi di coercizione fisica, i pazienti alle cure mediche psichiatriche a tutela della pubblica incolumità.
La Polizia Locale in Italia, rappresenta la principale Forza dell'Ordine nello svolgimento di servizi di prossimità, garantendo presenza costante nelle strade, sia nei piccoli centri che nelle grandi città, diventando la prima interfaccia tra i cittadini e le istituzioni e svolgendo una capillare e costante attività di vigilanza, utile soprattutto per la prevenzione dei reati e nel contrasto ai fenomeni di degrado.

## Armamento
In Italia l'armamento dei Corpi e Servizi di Polizia Locale è normato dalla Legge. n. 65/86 e dal successivo D.M. n. 145/87, che ne disciplinano le caratteristiche e le modalità di dotazione delle armi di ordinanza.
La scelta sull'armamento della polizia locale in Italia è rimessa ai singoli Enti (Comuni, Province, Città Metropolitane), che decidono con apposito regolamento la quantità e la tipologia di armi da adottare, nel rispetto della Normativa nazionale sopra menzionata.
Ad oggi la sostanziale totalità dei Corpi e Servizi di Polizia locale risulta armato in Italia, generalmente agli agenti / ufficiali di Polizia Locale viene assegnata l'arma corta (pistola) che viene portata per l'espletamento del servizio, solitamente corredata da caricatore di riserva.
Sono inoltre previsti fra le dotazioni di sicurezza per la Polizia Locale anche i dispositivi di difesa personale quali spray anti aggressione , sfollagente / bastone estensibile / tonfa. Come per tutte le altre Forze dell'Ordine, tali equipaggiamenti sono previsti per l'espletamento del servizio al fine di poter fare fronte a tutte quelle situazioni di pericolo per le quali l'uso dell'arma di ordinanza risulterebbe eccessivo, quali ad esempio aggressioni, minacce ed interventi con soggetti in stato di alterazione.
Negli ultimi anni si sono susseguite integrazioni normative nazionali per cui è stato possibile prevedere la dotazione di Taser per la Polizia Locale, alla stregua delle forze di polizia statali, previa formazione e sperimentazione, sono stati dotati dell'arama ad impulsi elettrici diversi corpi di polizia locale, prevedendo specialmente tale dotazione ulteriore per il personale impiegato nei nuclei di pronto intervento, anti - degrado e di Polizia Giudiziaria delle città più grandi. Il Taser viene progressivamente inserito fra l'armamento dei corpi e servizi di polizia locale anche nelle città meno grandi e nei piccoli centri, a corredo dell'armamento ed equipaggiamento di sicurezza degli operatori, al fine di rafforzare la sicurezza e l'efficienza della polizia locale nel mantenimento della Pubblica Sicurezza.

### Regno Unito
Nel Regno Unito ciascuno dei regni ha propri autonomi corpi di polizia, ad esempio in Inghilterra vi è un corpo per ciascuna delle contee, in Galles vi sono quattro corpi di polizia territoriale, mentre vi è un unico corpo in Scozia e in Irlanda del Nord.
Il Metropolitan Police Service è il più grande corpo inglese ed è responsabile per l'area della Grande Londra.

### Stati Uniti d'America
In ogni contea degli Stati Uniti d'America le funzioni di polizia dipendono dallo Sceriffo; inoltre nelle città principali vi è un autonomo dipartimento di polizia metropolitana (NYPD, LAPD). La sua responsabilità primaria è quella di assicurare l'ordine e reprimere il crimine all'interno del territorio cittadino, e dipende dal sindaco.
Nell'ambito delle contea lo sceriffo è invece il funzionario di polizia responsabile dell'applicazione della legge in una contea, e scelto per elezione dai cittadini. I funzionari che lavorano nell'ufficio dallo sceriffo, alle sue dipendenze, hanno il titolo di vice sceriffo e sono da lui nominati.